# علی یاری
علی یاری (زادهٔ ۱۳۳۸ در ایلام) نمایندهٔ حوزهٔ انتخابیهٔ ایلام، ایوان، سیروان، چرداول و مهران در دورهٔ ششم مجلس شورای اسلامی بوده‌است.